# Lilian de Geus
Lilian de Geus (Blaricum, 13 de octubre de 1991) es una deportista neerlandesa que compite en vela en las clases RS:X e iQFoil.
Ganó seis medallas en el Campeonato Mundial de RS:X entre los años 2015 y 2021, y dos medallas en el Campeonato Europeo de RS:X, oro en 2019 y plata en 2021. Además, obtuvo una medalla de bronce en el Campeonato Europeo de IQFoil de 2020.
Participó en los Juegos Olímpicos de Río de Janeiro 2016, ocupando el cuarto lugar en la clase RS:X.

## Palmarés internacional
| Campeonato Mundial | Campeonato Mundial     | Campeonato Mundial | Campeonato Mundial |
| Año                | Lugar                  | Medalla            | Clase              |
| ------------------ | ---------------------- | ------------------ | ------------------ |
| 2015               | Al-Mussanah (Omán)     | Medalla de bronce  | RS:X               |
| 2016               | Eilat (Israel)         | Medalla de bronce  | RS:X               |
| 2018               | Aarhus (Dinamarca)     | Medalla de oro     | RS:X               |
| 2019               | Torbole (Italia)       | Medalla de bronce  | RS:X               |
| 2020               | Sorrento (Australia)   | Medalla de oro     | RS:X               |
| 2021               | Puerto Sherry (España) | Medalla de oro     | RS:X               |
| Campeonato Europeo |                        |                    |                    |
| Año                | Lugar                  | Medalla            | Clase              |
| 2019               | El Arenal (España)     | Medalla de oro     | RS:X               |
| 2021               | Vilamoura (Portugal)   | Medalla de plata   | RS:X               |

| Campeonato Europeo | Campeonato Europeo | Campeonato Europeo | Campeonato Europeo |
| Año                | Lugar              | Medalla            | Clase              |
| ------------------ | ------------------ | ------------------ | ------------------ |
| 2020               | Silvaplana (Suiza) | Medalla de bronce  | iQFoil             |